# Prodvinalco
Prodvinalco S. A. este un producător de băuturi alcoolice din România.
Compania a fost fondată în anul 1932 la Cluj-Napoca sub forma unui depozit ce se ocupa cu îmbutelierea, depozitarea și desfacerea băuturilor alcoolice spirtoase.
În prezent compania deține poziția a treia în topul firmelor producătoare de alcool și este liderul pieței de distilate naturale din România.
Prodvinalco S. A. este un producător de țuică și rachiuri din fructe, specialități din extracte naturale (bitter, florio și fernet), băuturi alcoolice spirtoase cu sau fără adaos de arome, lichioruri și gin.
Începând cu anul 1991, compania a trecut printr-un proces de reorganizare și aducere la standarde europene. Prodvinalco S. A. este cotată din 1997 la Bursa de Valori București, unde a înregistrat o evoluție constantă.
În ianuarie 2010, acționarii companiei erau Todea Mircia Dorin (17,1%), Albon Vasile (15,7%), Hosu Viorel Marcel (10,1%), Moraru Constantin (9,9%), Broadhurst Investments Limited (7%) și Albon Carmen (1,5%) și Prodvinalco Cluj, filiala Gherla (17,7%).
Restul de 21% din titluri erau deținute de 24.680 de acționari, fiecare cu o pondere sub 1%.
Compania are ca principali competitori companiile Scandic Distilleries, Alexandrion și Prodal 94.
Cifra de afaceri în 2009: 11,5 milioane euro

## Istoric
Producătorul de băuturi alcoolice din Cluj a fost înființat în 1932 ca depozit județean ce ținea de MAT (Monopolul Alcoolului și Tutunului), iar în 1951 a fost naționalizată devenind Întreprinderea de Vin și Băuturi Alcoolice Vinalcool.
Compania a păstrat acest nume până în 1990, când a fost organizată ca societate pe acțiuni deținută de stat și a preluat denumirea de Prodvinalco SA.
În 1998 devine companie privată, având ca acționari Asociația Salariaților și alți acționari externi care au subscris ofertei publice.
Din 2004 compania a creat o structură de vânzări la nivel național, transformându-se astfel dintr-un jucător local în unul național.
În mai 2009, singura capacitate de producție a companiei, situată în localitatea Baciu din județul Cluj, avea cinci linii de producție și o capacitate de depozitare de 600.000 de sticle.